# 伊流川花漾少女廣傳社
《伊流川花漾少女廣傳社》是日本漫畫家ヒジキ的漫畫作品，於月刊Comic電擊大王連載，由ASCII MEDIA WORKS出版發行。日文版單行本於2011年11月26日至2013年10月26日發售四卷。中文版則由台灣角川代理發行。

## 作品簡介
由於母親外出工作的關係，黑崎梨可獨自一人借宿於伊流川鎮櫻田家中，與童年玩伴櫻田小春一起生活。梨可被小春半脅迫性地加入了伊流川廣傳社（簡稱：海豚社），和雙胞胎姐妹星野葵、星野茜，顧問倉本老師一起，以宣傳伊流川鎮的美好景物為宗旨，進行活動。

## 登場人物
黑崎 梨可
由於母親外出工作的關係，而轉學至伊流川鎮當地的高中，並借宿於童年玩伴小春的櫻田家。在來到伊流川之前是位模特兒，容貌與氣質受人稱羨，但也有愛哭的一面，不喜歡受他人矚目。母親是知名服裝品牌創立者。非常怕蟲，體能似乎也不是很好，有低血壓導致早起十分困難。
櫻田 春
不管何時都是很有活力的女孩，與梨可是童年玩伴。努力參與社團活動，希望能將伊流川的美傳達出去。有養一隻狗。
因學習成績和體育成績優異，因而在校擁有『奇蹟的變態』之名。
星野 葵
與茜是雙胞胎姐妹。默默的支持姊姊茜與梨可的互動。是超M姊控，撰有專寫小茜是百合的姊控部落格。
成績奇差無比卻能考進現在所讀的學校，與小茜一同享有『奇蹟的笨蛋姊妹』之名。
星野 茜
與葵是雙胞胎姐妹，生性害羞。是梨可的忠實影迷，常在梨可面前害羞的說不出話來。
成績奇差無比卻能考進現在所讀的學校，與小葵一同享有『奇蹟的笨蛋姊妹』之名。
田中 妙子
海豚社新入社員，因學校規定一定要加入社團，而選擇看起來像是幽靈社團的海豚社，希望生活平凡不要有太大變化。
初中時期就認識春還有星野姐妹。第一次看見理香時，因為理香散發出的光環而暈倒。
非常珍視父親為自己所取的名字，因此當小時後被人嘲笑名字與本人不符時，決心把自己的外貌扮成不起眼的外表以及過上平凡的人生，希望能符合父親為自己取的名字的形象。但因為本身的五官端正，即使扮醜也像個文學少女，因此這樣的舉動反而被吐槽根本一點也不平凡。
因為有著工整的五官的關係，好好地打扮之後是個相當漂亮的美人。
因為倉本老師的關係而報考伊流川高中。
倉本由紀　
梨可她們的班主任同時也是海豚社的顧問。
倉本彩子
是老牌旅館的經營者，也是伊流川觀光協會的會長。倉本老師的姐姐。
奈津美
是櫻田民宿的常客，也是一位攝影師，喜歡民宿帶來的氛圍。會不經意的捉弄他人。
鈴村優子
一名插畫家，將伊流川鎮的景色繪製成明信片。不擅長記憶別人的姓名。與碧十分親密，曾被春吐槽為笨蛋情侶。
星野 碧
葵和茜的姊姊。與優子十分親密，曾被春吐槽為笨蛋情侶。海豚祭的實行委員。

## 單行本
| 期数 | ASCII MEDIA WORKS | ASCII MEDIA WORKS   | 台灣角川       | 台灣角川           |
| 期数 | 发售日            | ISBN                | 发售日         | ISBN               |
| ---- | ----------------- | ------------------- | -------------- | ------------------ |
| 1    | 2011年11月26日    | ISBN 978-4048860963 | 2012年9月14日  | ISBN 9789862877845 |
| 2    | 2012年5月26日     | ISBN 978-4048866484 | 2013年2月5日   | ISBN 9789863252054 |
| 3    | 2012年12月15日    | ISBN 978-4048912778 | 2013年12月14日 | ISBN 9789863257462 |
| 4    | 2013年10月26日    | ISBN 978-4048660136 | 2014年6月13日  | ISBN 9789863259954 |

## 外部連結
- 作者部落格 （日語）
- ヒジキ公式Twitter （页面存档备份，存于） （日語）
- 作品官網 （日語）